# Выблов, Семён Наумович
Семён Наумович Выблов (12 декабря 1898, д. Богдановка — 11 декабря 1984, пос. Советское Руно, Ипатовский район) — участник Великой Отечественной войны, старший чабан племенного овцеводческого совхоза «Советское руно» Министерства совхозов СССР, Ипатовский район, Ставропольский край. Герой Социалистического Труда (22.10.1949).

## Биография
Родился 12 декабря 1898 года в селе  Богдановка ныне Курской области в семье бедных крестьян.
Образование начальное. Родные его в поисках лучшей доли в 1934 году переехали на постоянное место жительства в посёлок Советское Руно Ипатовского района ныне Ставропольского края. Трудился чабаном, старшим чабаном овцеводческого совхоза «Советское руно».
С 1941 года – в Красной Армии. Участник Великой Отечественной войны.
Демобилизовавшись из Красной Армии в августе 1945 года, вновь стал старшим чабаном племенного овцеводческого совхоза «Советское руно» в Ипатовском районе Ставропольского края. В 1948 году получил от 403 тонкорунных овец по 6,6 килограмма шести в среднем на овцематку и 126 ягнят к отбивке на каждые 100 маток, имевшихся на начало года.
Указом Президиума Верховного Совета СССР 22 октября 1949 года за получение высокой продуктивности животноводства в 1948 году при выполнении совхозом плана сдачи государству продуктов животноводства и полеводства и выполнении государственного плана развития животноводства по всем видам скота Выблову Семёну Наумовичу присвоено звание Героя Социалистического Труда с вручением ордена Ленина и золотой медали «Серп и Молот».
Жил в Ипатовском районе Ставропольского края.
Умер 11 декабря 1984 года, в посёлке Советское Руно Ипатовский район Ставропольский край. 

## Награды
- Золотая медаль «Серп и Молот» (22.10.1949)
- Орден Ленина (22.10.1949)
- Орден Трудового Красного Знамени (27.07.1948)
- Орден Трудового Красного Знамени (30.12.1950)
- Медаль «В ознаменование 100-летия со дня рождения Владимира Ильича Ленина» (6 апреля 1970)
- Медаль «За победу над Германией в Великой Отечественной войне 1941—1945 гг.» (9 мая 1945[3])
- Юбилейная медаль «Двадцать лет Победы в Великой Отечественной войне 1941—1945 гг.» (7 мая 1965[4])
- Медаль «За трудовое отличие»
- Медаль «Ветеран труда»

- медалями ВДНХ СССР:

## Память
- На могиле установлен надгробный памятник.
- На территории п. Советское Руно установлены памятники Героям Социалистического Труда [5].